# 209 до н. е.

## Події
- Повстання у волості Дацзе — перша в історії Китаю селянська війна, спричинило падіння династії Цінь.